# Crosby (Dakota del Nord)
Crosby és una població dels Estats Units a l'estat de Dakota del Nord. Segons el cens del 2000 tenia 1.089 habitants.

## Demografia
Segons el cens del 2000, Crosby tenia 1.089 habitants, 489 habitatges, i 290 famílies. La densitat de població era de 311,5 hab./km².
Dels 489 habitatges en un 22,1% hi vivien nens de menys de 18 anys, en un 50,1% hi vivien parelles casades, en un 5,9% dones solteres, i en un 40,5% no eren unitats familiars. En el 38% dels habitatges hi vivien persones soles el 24,5% de les quals corresponia a persones de 65 anys o més que vivien soles. El nombre mitjà de persones vivint en cada habitatge era de 2,09 i el nombre mitjà de persones que vivien en cada família era de 2,77.
Per edats la població es repartia de la següent manera: un 19,5% tenia menys de 18 anys, un 4,6% entre 18 i 24, un 18,7% entre 25 i 44, un 23,3% de 45 a 60 i un 33,9% 65 anys o més.
L'edat mediana era de 50 anys. Per cada 100 dones de 18 o més anys hi havia 79,3 homes.
La renda mediana per habitatge era de 26.382 $ i la renda mediana per família de 39.643 $. Els homes tenien una renda mediana de 27.500 $ mentre que les dones 15.882 $. La renda per capita de la població era de 15.922 $. Entorn del 8,5% de les famílies i el 13,6% de la població estaven per davall del llindar de pobresa.

## Poblacions més properes
El següent diagrama mostra les poblacions més properes.